# Copitarsia naenioides
Copitarsia naenioides är en fjärilsart som beskrevs av Butler 1882. Copitarsia naenioides ingår i släktet Copitarsia och familjen nattflyn. Inga underarter finns listade i Catalogue of Life.